# Йохо
Йохо (на английски: Yoho National Park) е национален парк на Канада в провинция Британска Колумбия.
Разположен е на площ от 1313,1 км² в Скалистите планини, близо до границата с провинция Албърта. Създаден е през 1886 г. На изток и на юг парка граничи с националните паркове Банф и Кутенаи. Заедно с тези два парка и парка Джаспър, както и с провинциалните паркове Маунт Робсън, Хамбър и Маунт Асинибойн образуват Канадски Скалисти планини от Световното наследство. Това е най-голямата защитена територия в Скалистите планини и една от най-големите в Света. Парка е открит през 1858 г. в хода на търсене на алтернативен маршрут до Тихия океан. През прохода Кикинг Хорс е прокарана първата трансконтинентална железопътна линия в Канада.
Името на парка идва от дума в езика на племето крии и означава „страхопочитание, благоговение“.
В парка има няколко места за настаняване като къмпинги и хижи. Услугите са достъпни в близките градове, Фийлд и Голдън в Британска Колумбия.
В парка се извисяват 28 планински върха с височина над 3000 м. Величествените планини и върхове са прорязани от стръмни ледникови долини и реки, образуващи могъщи водопади като Такакау, който е вторият по височина водопад в Канада. Грандиозният алпийски пейзаж се допълва с многобройни ледникови езера, заледени върхове, кристални пещери и естествени природни мостове. В парка се намира и един от най-значимите в Света археологически обекти, Бърджис Шел, където се срещат фосили на морския живот от преди 500 милиона години.
Из високите алпийски ливади се срещат мармоти и мечки гризли. По-надолу в горите под заледените върхове бродят лосове, белки и елени, а от плитките езера в ниското до високите върхове се среща голямо разнообразие от птици, на-разпространени от които са златен орел и белоопашата яребица.